# Guido Martini
Guido Martini (* 27. Juli 1881 in Piano di Vallarsa (bei Rovereto); † 26. September 1964 in Regensburg) war ein deutscher Bildhauer.

## Leben
Martini wurde als Sohn des Tiefbaumeisters Baltassare Martini und seiner Ehefrau Maria Martini, geb. Stoffella geboren. Er wuchs mit seinen Geschwistern Enrico, Gisela, Aldina und Lucia in Piano di Vallarsa auf. Von 1887 bis 1895 besuchte er die Grundschule in der Parocchia di Vallarsa. 1895 zog die Familie aus beruflichen Gründen des Vaters nach Bregenz um. Dort besuchte er von Januar bis August 1897 die Volksschule in Höchst.
Ab 1. November 1897 lernte er das Bildhauerhandwerk bei dem Bildhauer und Architekten Fidelis Rudhart in Altenstadt. Eine Einladung zur Mitarbeit bei Hubert Netzer schug er aus um sich bei Thomas Buscher der religiösen Kunst zu widmen. 1902 ging er nach Köln, um bei den Bildhauern Josef Moest und Georg Grasegger tätig zu sein. Nach dem Besuch der Berufsschule von 1902 bis 1903 in München machte er sich selbständig. Er war anschließend auch für die Bildhauer Richard Moest in Köln und wieder für Fidelis Rudhart in Altenstadt tätig.
Im Mai 1907 zog Guido Martini nach Regensburg, wo er in der Sternbergstraße 28 wohnte und in der Werkstatt des Zeichners Georg Schreiner arbeitete, den er bereits in seiner Münchner Zeit kennengelernt hatte und der in Regensburg seine gezeichneten Entwürfe in einem großen Betrieb mit sieben Bildhauern anfertigen ließ. Schreiner übertrug die Leitung des Betriebs an Martini, der dort  Barbara Schiffer kennengelernte und heiratete. Aus der Ehe gingen vier Kinder hervor: Guido Wilhelm (1914), Regina Rina (1917), Alfred Heinrich (1922), Rita Franziska (1930). Sein Sohn Guido wurde später Missionspater bei den Jesuiten, sein Sohn Alfred fiel 22-jährig am 30. März 1944 bei Monte Cassino 
Als Schreiner 1924 seinen Betrieb nach München verlegte, übernahm Guido Martini die Leitung des Ateliers. 1927 machte er die Bekanntschaft mit dem Kunstmaler Georg Winkler, der für die Innenausstattung der neuen Kirche St. Anton verantwortlich war. So wurde Martini für die figürliche Ausstattung in einer neuen Kirche seiner neuen Heimat tätig. Die gemeinsame Arbeit mit Winkler beeinflusste Martini nachhaltig und er wandte sich einem moderneren Stil zu.
Nachdem er 1938 seinen Sohn Guido Martini jun. nach Rom begleitet hatte, unternahm er 1941 und 1942 weitere Reisen nach Rom zu Studienzwecken. Martini war 1943 und 1944 auf den Großen Deutschen Kunstausstellungen in München vertreten.
Martini trat am 15. Juli 1946 dem Berufsverband Bildender Künstler Regensburg bei.
Am 17. August 1963 wurde ihm das Bundesverdienstkreuz am Bande verliehen.
Am 26. September 1964 starb Guido Martini im Alter von 83 Jahren. Er wurde am 29. September am Unteren Katholischen Friedhof in Regensburg beigesetzt.

## Werke
Guido Martini galt zeitlebens als sehr fleißig. Von morgens bis abends arbeitete in seinem Atelier in der Richard-Wagner-Straße 16. Daher ist es schwierig, sein Gesamtwerk komplett zu erfassen. Zu seinen Schülern zählten auch Urban Blank und Max Reiger.
- 1903: Engelfiguren – Dom zu Feldkirch
- ca. 1909: St Katharina – St. Anton, Hausham
- 1920: Pietá für die Kriegerkapelle in Niedermünster
- 1921: Hochaltar – St. Antonius, Berlin-Friedrichshain
- 1926: St. Wolfgang und St. Heinrich, Fürth
- ca. 1930: Altarkreuz in der Hauskapelle St. Wolfgang im Priesterseminar Regensburg
- 1934: Josef mit Jesusknabe – St. Josef, Kumpfmühl-Ziegetsdorf-Neuprüll
- 1941: St. Josef mit Jesus – Mariä Himmelfahrt, Erbendorf
- Kämpfer (Statue, Holz; ausgestellt 1943 auf der Großen Deutschen Kunstausstellung in München)
- Einer vom Reichsarbeitsdienst (ausgestellt 1944 auf der Großen Deutschen Kunstausstellung in München)
- 1944: Gekreuzigter – St. Wolfgang, Regensburg
- Pieta; Kirche St. Cäcilia (Regensburg)
- 1948: Pieta – St. Willibald, Nürnberg
- 1952: Maria und Josef – Krankenhaus Barmherzige Brüder, Regensburg
- 1955: St. Josef – Heiligste Dreifaltigkeit, Augsburg
- 1956: Christus am Kreuz – Herz Jesu, Bechhofen
- 1956: Plattenaltar – Stadtpfarrkirche Mariä Himmelfahrt, Vilsbiburg (im Zuge der Neugestaltung des Altarraumes 1978/79 entfernt, nicht erhalten)
- 1958: Josef mit Jesus – St. Barbara, Amberg
- 1961: St. Elisabeth – Kloster Mallersdorf
- 1964: Kreuzigungsgruppe – St. Laurentius, Eschenbach

## Auszeichnungen und Preise
- 1963:  Bundesverdienstkreuz am Bande

## Trivia
Guido Martini war wie sein Vater, Baltassare Martini, ein überzeugter Bartträger. Er verlangte von seinen Schülern das Tragen einer Barttracht. Manche seiner Schüler, wie beispielsweise Max Reiger, trugen ab dem Zeitpunkt zeitlebens einen Bart.